# 席車士打教區
聖公會奇徹斯特教區（英語：Diocese of Chichester）是英格蘭教會坎特伯雷教省下面的一個教區，成立於681年，1075年從塞爾西遷至奇徹斯特至今。
轄區包括東薩塞克斯郡及西薩塞克斯郡，座堂是奇徹斯特座堂，現任教區主教為馬丁·沃納。下分為兩個副主教區、三個會吏長區及廿一個會吏區，管理389個堂區。